# Брайтшайд (Майнц-Бінген)
Брайтшайд (нім. Breitscheid) — громада в Німеччині, розташована в землі Рейнланд-Пфальц. Входить до складу району Майнц-Бінген. Складова частина об'єднання громад Райн-Наге.
Площа — 5,29 км2. Населення становить 146 ос. (станом на 31 грудня 2020).